# Alice Merrill Horne
Alice Merrill Horne (* 2. Januar 1868 in Fillmore, Utah-Territorium; † 7. Oktober 1948) war eine Künstlerin und Politikerin aus dem US-Bundesstaat Utah. 1898 wurde Horne in das Repräsentantenhaus von Utah gewählt und vertrat den achten Distrikt von Salt Lake City.

## Leben
Alice Merrill Horne wurde als Tochter von Clarence Merrill und seiner Frau Bathsheba (Kate) Smith geboren. Horne erwarb ein Lehrdiplom und einen Abschluss in Pädagogik an der University of Deseret (heute University of Utah). Sie studierte auch an der School of the Art Institute of Chicago und wurde später privat von den Künstlern John Hafen, George M. Ottinger, J. T. Harwood, Herman Haag, Mary Teasdel und Henry Taggart unterrichtet. Alice Merrill Horne heiratete George H. Horne im Jahr 1890. Zu Beginn ihrer Ehe diente George als Missionar für die Kirche Jesu Christi der Heiligen der Letzten Tage (LDS Church) im Süden der USA, und Alice arbeitete während dieser Zeit als Lehrerin an der Washington School in Salt Lake City. 1898 wurde Horne in das Repräsentantenhaus von Utah gewählt und vertrat den achten Distrikt von Salt Lake City. Sie absolvierte eine Amtszeit (1898–1900).